# Eric L. Harry
Œuvres principales
- Le 10 juin 1999

Eric Lampton Harry, né le 2 décembre 1958 à Ocean Springs dans le Mississippi, est un romancier et avocat américain, spécialisé dans l'écriture de romans de politique-fiction, techno-thrillers, et de science-fiction.

## Biographie
Eric L. Harry est diplômé de la Marine Military Academy (en) à Harlingen (Texas), et de l'Université Vanderbilt de Nashville (Tennessee) dans laquelle il a obtenu un BA en 1980, un MBA en 1983, et un juris doctor (J.D.) en 1984. Il a également étudié à l'Université d'État de Moscou et à l'Université d'État de Leningrad.
Avocat d'affaires et expert des questions militaires, également russophone, il a donné des conférences sur les capacités militaires de la Russie post-soviétique.
Quelquefois comparé par les critiques à Tom Clancy ou Michael Crichton, Eric L. Harry est apparu sur la scène internationale des techno-thrillers en 1994 avec son premier roman Arc Light (Le 10 juin 1999), l'histoire détaillée d'une Troisième Guerre mondiale catastrophique. Ce roman illustre un des aspects de la doctrine Lehman, plan militaire américain en réponse à une invasion soviétique de l'Europe de l'Ouest qui est mis au point pendant la guerre froide.
En mai 2004, Eric L. Harry est vice-président et directeur juridique des opérations d'El Paso Corp. (en) (société pétrolière et gazière) à Houston (Texas),.
En 2014, il prend sa retraite des affaires pour se consacrer a son travail d'écrivain.

## Œuvres
- Le 10 juin 1999 (Arc Light, 1995), Robert Laffont,  (ISBN 978-2-221-07898-3), traduction Jean Rosenthal[4].
- L'Ordinateur (Society of the Mind, 1998), Robert Laffont,  (ISBN 978-2-221-07912-6), traduction Léon Mercadet.
- Combat fatal (Invasion, 2000), Robert Laffont,  (ISBN 978-2-221-07913-3).

Non traduit en français :
- Protect and Defend (1997), éd. Hodder & Staughton,  (ISBN 978-0-340-64891-9).